# 似鳞碘泡虫
似鳞碘泡虫（学名：Myxobolus pseudosquamae）为碘泡科碘泡虫属的动物。在中国，分布于四川等，营寄生生活，寄生在棒花鱼的鳃。